# Heiner Flassbeck
Heiner Flassbeck (Birkenfeld, 12 de dezembro de 1950) é um economista alemão.
De 1998 a 1999 foi  vice-ministro de Finanças da Alemanha. Professor da Universidade de Hamburgo, desde janeiro de 2003 é o economista-chefe da Divisão de Globalização e Estratégias de Desenvolvimento da Conferência das Nações Unidas sobre Comércio e Desenvolvimento (UNCTAD), em Genebra.

## Ideias
Sobre a crise atual, Flassbeck acredita que ela tenha sido produzida pelo mercado financeiro - não por governos mal comportados. Ele despreza as agências de classificação de risco, que considera ridículas. Acredita que esteja ocorrendo uma sucessão de estouros de bolhas, e que os governos devam ampliar seus déficits, não cortá-los. Para o economista,  a atual recessão  pode  seguir o mesmo padrão da  recessão japonesa dos anos 1990.